# 杵屋栄二
杵屋 栄二（きねや えいじ、1894年2月15日 - 1979年3月10日）は、長唄三味線方、重要無形文化財保持者（人間国宝）。本名は藤間吉太郎。

## 経歴
- 1894年2月15日 - 東京府東京市浅草区柳橋で生まれる。
- 1912年1月 - 東京の新富座でデビューする。
- 1912年3月 - 歌舞伎座で初出演を果たす。
- 1937年 - 初代中村吉右衛門一座の邦楽部長となる。
- 1941年 - 芳村五郎治と相三味線を務めた。
- 1964年 - 重要無形文化財「長唄三味線」の保持者として各個認定される（いわゆる人間国宝）。
- 1979年3月10日 - 死亡。享年85。

## 作曲
- 「揚貴妃」
- 「初音の頼み」
- 「黎明」

など。古典採譜にも熱心で、「業平」、「朱鐘馗」など歌舞伎音楽の失われた古曲を復活させている。

## 趣味
少年時代は工学技術者が憧れだったとされ、21歳で初めてカメラを入手して以来、最晩年まで写真撮影、特に鉄道写真に夢中であった。巡業の合間に撮影していたので、 中国東北部（旧満洲）や平壌、ソウルでの写真が残されている。大正期から撮影された写真は、関東大震災と戦災で焼失してしまったが、1934年（昭和9年）から1938年（昭和13年）までの写真は疎開していたので、今日も残されている。
戦前から鉄道模型を嗜んでおり、戦前はメルクリンのOゲージ、戦後はHOゲージ、晩年はNゲージを愛好していた。鉄道友の会発足と同時に評議員となり、若手の育成にもあたった。
十三代目片岡仁左衛門とは、東西に離れていても同じ趣味を持つ同士であった。